# Yucuquimi de Ocampo
Yucuquimi de Ocampo es un pueblo en el municipio de Tezoatlán de Segura y Luna, en el estado de Oaxaca, México. Según el censo de 2020, tiene una población de 2433 habitantes.
Su nombre significa 'cerro de la estrella' 
El nombre de Yucuquimi etimológicamente proviene de la combinación de las palabras yúkù ‘cerro’ y kìmi 'estrella' (en el mixteco antiguo), aunque en la actualidad se puede entender como 'estrella de la mañana o venus'.
Se cree que Yucuquimi de Ocampo fue fundado en el año (1815), fue fundado ya que era el lugar donde los "vendedores" tenían su ruta para transportar su venta, y mayor mente usaban ese lugar como un lugar de descanso así la mayoría se acostumbro y se quedaron a vivir.

## Ubicación
Se localiza en la región Mixteca, área histórica (geográfica y cultural) que comparten algunos pueblos pertenecientes a los estados de Guerrero, Puebla y Oaxaca. Esta misma región se divide en Mixteca Poblana, Mixteca Guerrerense, Mixteca Alta, Mixteca Baja, y Costa; Yucuquimi pertenece a la Mixteca Baja Oaxaqueña. 

## Demografía
Yucuquimi de Ocampo tiene una población de 2433 habitantes según el Instituto Nacional de Estadística y Geografía (2020). Aproximadamente el 94% de la población (2165 personas sobre 2298 habitantes mayores de 3 años) son hablantes activos del mixteco o Tù'ùn Dàò (lengua de la lluvia).

## Sistema político
Políticamente pertenece al municipio de Villa Heroica de Tezoatlán de Segura y Luna, Oaxaca. Sin embargo, tiene su propio sistema político basado en la cosmovisión mixtecana. Es decir, Yucuquimi se rige bajo un sistema antiguo de reino mixteco: “cada reino mixteco consistía en un solo pueblo o, de manera más frecuente, de varios pueblos entre los cuales uno era la capital del reino y los otros eran sus sujetos” (Spores 1967:100-101). De esta manera, los pueblos sujetos o que están dentro del territorio comunal son los siguientes: San Marcos de Garzón, San Valentín de Gómez, Cuesta Blanca, San Isidro Zaragoza y Rancho Juárez. Estas comunidades comparten la misma variante dialectal del mixteco de Yucuquimi de Ocampo (León Vázquez, 2017).

## Oralidad sobre el origen de Yucuquimi
De acuerdo a las investigaciones recientes de León Vázquez (2018), Yucuquimi estaba anexada al pueblo Ñuu Diin (Huajuapan), al igual que muchos pueblos Ñuu Savi (pueblos o señoríos mixtecos); era un centro ceremonial dedicado a Savi o Dàò (Dios de la lluvia) y que en su tiempo de resplandor fue un pueblo de descanso (camino antiguo que venía de las costas de Veracruz hasta las costas Pinotepa).  

## Otros datos
En los archivos de la parroquia de Tezoatlán hay documentos que mencionan sobre la importancia que tenía Yucuquimi “La secularización de la parroquia de San Juan Bautista, Tezoatlán, se verificó en 1755 siendo el último sacerdote regular el reverendo Padre Carrillo y su cooperador fray Francisco Linarte… A causa de las epidemias constantes que asolaron en la región, el pueblo filial de Santa María Yucuquimi fue en un tiempo su cabecera (archivo de la parroquia de Tezoatlán). 
Cook de Leonard (1961) estudió una reliquia encontrada en el cerro de Yucuquimi, ella menciona que estos glifos escritos en la piedra son muy antiguos, mismos que se asimilan con el año de fundación de ciudades prehispánicas. Este dato coincide con la memoria histórica de sus habitantes “ Yucuquimi es más antiguo que Tezoatlán y los otros pueblos que están alrededor”. 